# 宮川和夫
宮川 和夫（みやがわ かずお、1960年 - ）は、日本の装丁家。長野県上水内郡戸隠村（現長野市）生まれ。
ビジネス書や実用書から文芸書、人文書、エッセイ、写真集、絵本と幅広いジャンルで装丁を手がける。

## 経歴
1983年に武蔵野美術大学基礎デザイン学科を卒業後、いくつかのデザインプロダクションを経て、1996年に宮川和夫事務所を設立。
一般社団法人日本図書設計家協会会員。同協会元会長。実践装画塾主宰（2010年 - 2018年）。
2004年8月、写真家の遠藤秀一の写真展にあたっては、プロデュース、会場デザイン、ポスター制作も担当した。
2023年、第1回ハナショウブ小説賞（opsol book主催）の選考委員を務めることが発表された。
文星芸術大学、京都芸術大学非常勤講師

## 主な講演
2014年4月　『本をデザインする、装丁家とは何モノか。』指宿市立指宿図書館
2022年4月　『文章をカタチにする、装丁家とは何者だ。』氷川図書館
2023年10月　『文章をカタチにする、装丁家とは何者だ。』出版労連

## 主な装丁作品
- 『ベーシック 金融入門［第7版］』日本経済新聞社編 日本経済新聞出版社 2011年
- 『哲学者マキァヴェッリについて』レオ・シュトラウス著 飯島昇蔵・厚見惠一郎・村田玲訳 勁草書房 2011年
- 『50代・家計見直し術』豊田眞弓 実務教育出版 2011年
- 『小さな会社』バウンド 実務教育出版　2011年
- 『ビジュアル 経営分析の基本［第5版］』佐藤裕一 日本経済新聞出版社 2012年
- 『廃工場のティンカー・ベル』永嶋恵美 講談社 2012年
- 『ムダとり時間術』渥美由喜 日本経済新聞出版社 2012年
- 『文化としての涙』北澤毅 勁草書房 2012年
- 『文明』ニーアル・ファーガソン著 仙名紀訳 勁草書房 2012年
- 『リベラルな秩序か帝国か（上・下）』 G・ジョン・アイケンベリー著 細谷雄一監訳 勁草書房 2012年
- 『自分の「怒り」と向き合う本』水澤都加佐・スコット・ジョンソン・黒岩久美子 実務教育出版 2012年
- 『わが家の相続を円満にまとめる本』小堀球美子 実務教育出版 2012年
- 『小さな会社〜社長が知っておきたいお金の実務』土屋裕昭監修 Business Train著 実務教育出版 2012年
- 『経営学を楽しく学ぶ』齋藤毅憲 中央経済社 2012年
- 『さようなら、うにこおる』小島水青 中央公論新社 2013年
- 『あさきゆめみし 八百屋お七異聞（上・下）』ジェームス三木 新日本出版社 2013年
- 『ヴォイド・シェイパ』森博嗣 中央公論新社（中公文庫）2013年
- 『旅行業の扉』高橋一夫 碩学舎（発売・中央経済社）2013年
- 『リベラル・ナショナリズムと多文化主義』安達智史 勁草書房 2013年
- 『沖縄/基地社会の起源と相克』鳥山淳 勁草書房 2013年
- 『介護・福祉の職場改善〜会議・ミーティングを見直す』（株）川原経営総合センター監修 大坪信喜著 実務教育出版 2013年
- 『寄り添う力』石井淳蔵 碩学舎（発売・中央経済社）2014年
- 『グローバル・ブランディング』松浦祥子編著 碩学舎（発売・中央経済社）2014年
- 『ハイエクの経済思想』吉野裕介 勁草書房 2014年
- 『ベンヤミンとパサージュ論』スーザン・バック＝モース著 高井宏子訳 勁草書房 2014年
- 『をちこちさんとわたし』小島水青 中央公論新社 2015年
- 『おなかがすいたハラペコだ。』椎名誠 新日本出版社 2015年
- 『終わった人』内館牧子 講談社 2015年
- 『浜の甚兵衛』熊谷達也 講談社 2015年
- 『ユリシーズを燃やせ』ケヴィン・バーミンガム著 小林玲子訳 柏書房 2016年
- 『ジャック・デリダ　動物性の政治と論理』 パトリック・ロレッド著 西山 雄二・桐谷慧訳 勁草書房 2017年
- 『悪魔の日記を追え―FBI捜査官とローゼンベルク日記』ロバート・K・ウィットマン、 デイヴィッド・キニー著 河野純治訳 2017年
- 『お腹がすいたハラペコだ2―おかわりもういっぱい』椎名誠 新日本出版社 2018年
- 『おっちゃん山』椎名誠作 塚本やすし絵 新日本出版社 2018年
- 『一つ蝶物語』横山充男著 辻恵絵　ポプラ社 2018年
- 『世界の家族家族の世界』椎名誠 新日本出版社 2019年
- 『旅の窓からでっかい空をながめる』椎名誠 新日本出版社 2019年
- 『いただきます─平成　食の物語』 毎日新聞社会部編 佐々木悟郎絵 ブックマン社 2019年
- 『ぼくの鳥あげる』佐野洋子作 広瀬弦絵 幻戯書房 2019年
- 『漢字源─特別装丁版』学研 2019年
- 『ふたごだよ』サトシン作 竹内通雅絵 ポプラ社 2019年
- 『こんにちは、ばいばい』サトシン作 北村裕花絵 神宮館 2019年
- 『みんなありがとう』サトシン作 北村裕花絵 神宮館 2019年
- 『焼けあとのちかい』半藤一利文 塚本やすし絵 大月書店 2019年
- 『おいで･･･』有田奈央作　羽尻利門絵　新日本出版社 2019年
- 『毎朝ちがう風景があった』椎名誠　新日本出版社 2019年
- 『帰り道』有田奈央作　羽尻利門絵　新日本出版社 2020年
- 『チベット〜祈りの色相、暮らしの色彩』渡辺一枝　2020年
- 『ビールの自然誌』ロブ・デサール/イアン・タッターソル著　ニキリンコ/三中信宏訳　勁草書房　2020年
- 『フェオファーン聖譚曲 op.Ⅰ 黄金国の黄昏』 菫乃薗ゑ opsol book 2020年
- 『フェオファーン聖譚曲 op.Ⅱ 白銀の断罪者』 菫乃薗ゑ opsol book 2020年
- 『フェオファーン聖譚曲 op.Ⅲ 鮮紅の階』 菫乃薗ゑ opsol book 2021年
- 『神霊術少女チェルニ（1） 神去り子爵家と微睡の雛』 須尾見蓮 opsol book 2021年
- 『こんな写真を撮ってきた』　椎名誠　新日本出版社　2021年
- 『出てこい海のオバケたち』　椎名誠　新日本出版社　2022年
- 『老害の人』　内館牧子　講談社　2022年